# マグネシウム欠乏症 (植物)
マグネシウム欠乏症（まぐねしうむけつぼうしょう、Magnesium (Mg) deficiency）は、植物体内でマグネシウムが不足していることを原因とする植物病害である。

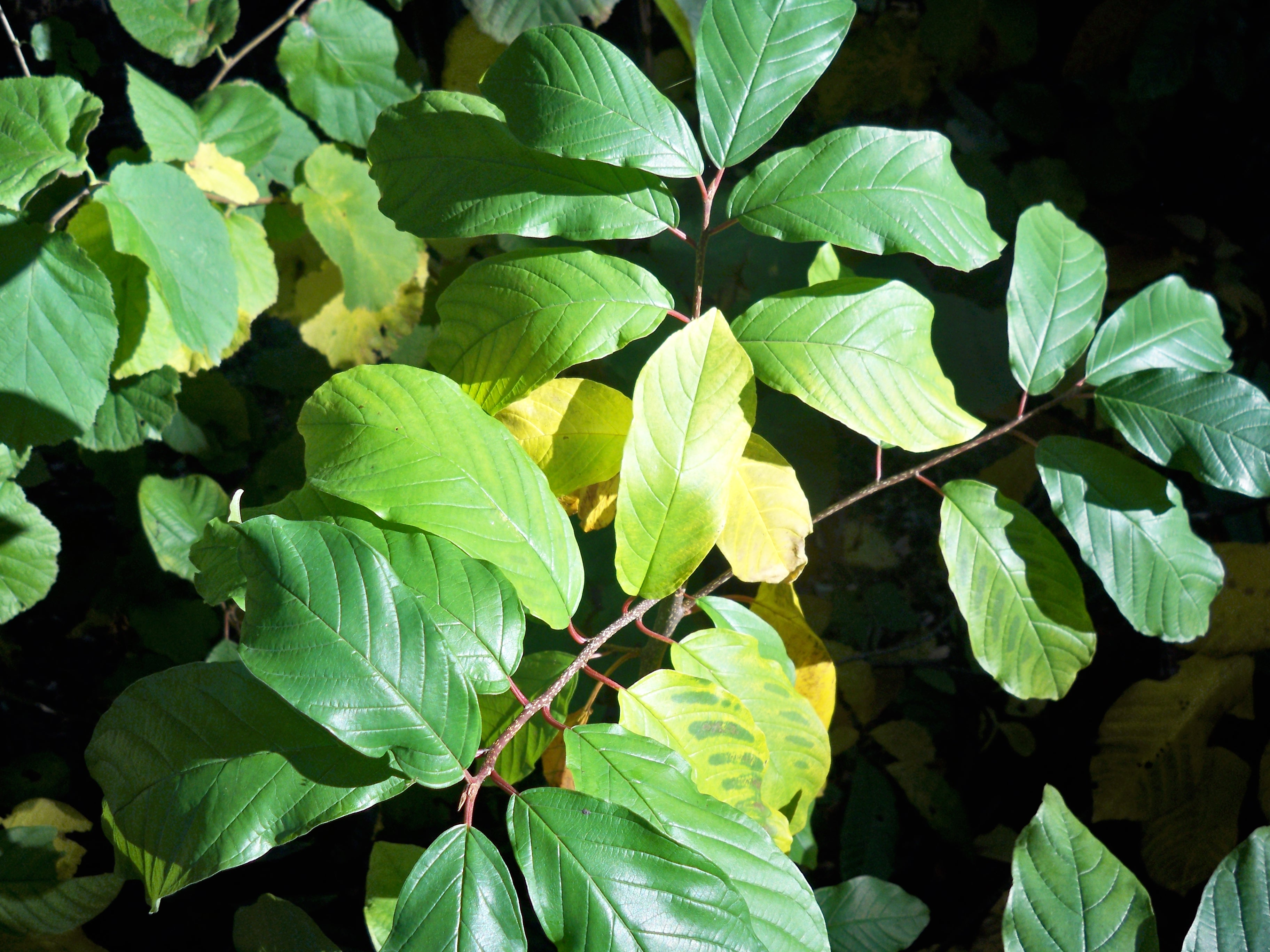
マグネシウム欠乏症の植物

## 症状
マグネシウム欠乏症の主な症状はクロロシスと葉脈間の黄化である。これは、マグネシウムはクロロフィルの中心元素であるため、十分な量のマグネシウムがないと植物の古い葉でクロロフィルが分解され始めるためである。マグネシウム欠乏症の症状はクロロシスとして最初に古い下位葉で現れる。なぜなら、Mgは植物体内(下位葉から上位葉へ)を容易に移動するため、植物は、光合成の必要性がより大きな若い葉にマグネシウムを移動させるためである。このため、マグネシウム欠乏が続くと、症状の範囲は生長点に向かうように拡大する。Mg不足によるクロロシスの特徴は、葉全体が黄色となるが葉脈部分の緑色が残るというものである。この症状は鉄欠乏と似ているが、移動性のない鉄の欠乏では症状は新葉から現れる。
生存に決定的な多くの酵素はマグネシウムを必須の活性剤としている。この酵素にはリブロース二リン酸脱炭酸酵素(ルビスコ)やリン酸化フェノールピルビン酸脱炭酸酵素（PEPC）が含まれており、両者は炭素固定に必要不可欠である。このため、マグネシウム量が低い条件は植物体内での光合成と酵素活性の低下を招く。マグネシウムはリボソーム構造の安定化に重要であり、マグネシウムの不足は植物の成熟の前段階につながるリボソームの脱重合を引き起こす。長期間のマグネシウム欠乏は古い葉の壊死および脱落を引き起こす。欠乏症の果実は非常に小さく、木質で硬い。
マグネシウム欠乏症は亜鉛や塩素欠乏症、ウイルス、自然の老化と症状が似ているため、混同しやすい。

## 原因
マグネシウムが容易に浸出する土壌条件で、植物に対して最も多く発生する病害である。この土壌条件には酸性、軽鬆、砂質土壌が含まれる。マグネシウムは必須栄養素の一つであり、植物の生育に不可欠である。植物の乾燥重量の0.2-0.4%を占める。
カリウムの過剰 ― 多くは肥料の供給過多が原因 ― はマグネシウム欠乏症を悪化させる。これはアルミニウムの毒性による。

## 治療
治療には、土壌への硫酸マグネシウム水溶液（25g/L）または砕いた苦灰石質石灰の施用が有効である。自家製コンポストの根覆いを施用すると、降雨によるマグネシウムの浸出を防ぐことができる。